# Čchen Kuang-čcheng
Čchen Kuang-čcheng (čínsky 陳光誠, pinyin Chén Guāngchéng, * 12. listopad 1971, Čína) je čínský disident a občanský aktivista v oblasti lidských práv.
Jako dítě následkem onemocnění oslepl. Pro komunistický režim se stal nepohodlným poté, co začal poukazovat na porušování lidských práv při prosazování politiky jednoho dítěte, například při nucených potratech. Po rozhovoru pro časopis Time byl umístěn do domácího vězení od září 2005 do března 2006. Úřady ho zatkly v červnu 2006. Byl odsouzen na čtyři roky nepodmíněně, po propuštění ho zadržovali bez zákonného důvodu v domácím vězení. Po svém propuštění natočil videozáznam, který ukazuje, jak je nepřetržitě sledován tajnou policií. Po zaslání videa organizaci China Aid byli on i jeho žena fyzicky napadeni čínskou policií v jejich domě. 22. dubna 2012 se mu podařilo utéct na americké velvyslanectví v Pekingu.

## Zajímavosti

### Tajná akce Christiana Balea
V prosinci 2011 se hollywoodský herec Christian Bale (Batman začíná, Equilibrium) při svém pobytu v Číně u příležitosti premiéry nového snímku The Flowers of War (2011), který je čínským národním kandidátem na Oscara, rozhodl tajně navštívit společně se štábem televize CNN vesnici Dongšigu v provincii Šan-tung, kde žije čínský disident Čchen Kuang-čcheng.
Při vstupu do vesnice ho však čekalo víc než dvanáct strážníků, kteří mu zabránili vězněného aktivistu navštívit. Spolu se štábem ho přinutili odejít, přičemž je ještě více než 30 minut pronásledovali, aby se ujistili, že skutečně odešli. Jeho pokus o tajné natočení interview se slepým advokátem vyvolalo mezinárodní skandál.

### Útěk na velvyslanectví USA
22. dubna 2012 se Čchen Kuang-čchengovi podařilo utéct na americké velvyslanectví v Pekingu. Po jeho útěku uspořádala čínská policie hon na ty, kteří mu pomáhali uprchnout. Čínská policie také zatkla a zastrašovala členy jeho rodiny.
2. května 2012 opustil Čchen velvyslanectví USA v Pekingu kde se šest dní skrýval. Podle informací oficiální tiskové agentury Sin-chua odešel z velvyslanectví "z vlastní vůle". Sám Čchen však podle agentury AP řekl, že jistý americký činitel tvrdil, že pokud neopustí americkou ambasádu, bude jeho žena ubita k smrti. Americký úřad to popřel.
Z velvyslanectví odjel právník do nemocnice v Pekingu, kde mu měla být ošetřena zraněná noha. Na místě jej střeží na 400 policejních úředníků. Lidé, kteří mají zájem jej navštívit, jsou zapisováni a odváženi policejními vozy.
Čchen v rozhovoru pro CNN požádal Baracka Obamu, aby pomohl jeho rodinu dostat ze země. Odchodem z americké ambasády navíc ztratil přímou ochranu zahraničních diplomatů.
4. května 2012 mohl podle čínského ministerstva zahraničí Čchen podat žádost o studium v zahraničí a projít stejný proces schvalování jako ostatní občané.
8. května 2012 Čchen požádal čínskou vládu o potrestání úředníků, kteří stáli za jeho uvězněním a perzekucemi během domácího vězení. Podle všeho na celý jeho případ dohlížel a represe vůči němu řídil policejní ředitel a člen stálého výboru politbyra Čou Jung-kchang. Deník The Epoch Times uvádí, že čínský prezident Chu Ťin-tchao možná použije Čchenův případ pro vnitropolitických boj uvnitř komunistické strany, jako další záminku pro sesazení policejního ředitele Čou Jung-kchanga, který patří do maoistické frakce bývalého generálního tajemníka KS Číny Ťiang Ce-mina.